# Hans Joachim Alpers
Hans Joachim Alpers (* 14. Juli 1943 in Wesermünde; † 16. Februar 2011 in Niebüll) war ein deutscher Verleger, Herausgeber und Schriftsteller. Unter seinem richtigen Namen, aber auch unter den Pseudonymen Jürgen Andreas, Thorn Forrester, Gregory Kern, Mischa Morrison, P. T. Vieton, Peter T. Vieton und Jörn de Vries verfasste er mehrere Science-Fiction- und Fantasy-Romane. Gemeinsam mit Ronald M. Hahn geschaffene Werke erschienen teilweise unter dem Pseudonym Daniel Herbst.

## Leben
Hans Joachim Alpers machte nach einer Lehre als Schiffsschlosser ein Ingenieurstudium in Bremen und studierte später noch an der Universität Hamburg Maschinenbau, Politik und Erziehungswissenschaft. 1969 bis 1972 zeichnete er für die Auswahl und Redaktion der in der populärwissenschaftlichen Zeitschrift X Magazin erscheinenden Science-fiction-Erzählungen verantwortlich, 1970 bis 1994 fungierte er als Verleger des Quarber Merkur. Ab 1978 war er Lektor und Herausgeber von Science-Fiction-Anthologien in diversen Verlagen (darunter Droemer Knaur und Moewig). Daneben war er Chefredakteur und Herausgeber der „Science Fiction Times“, Redakteur bei „Comet“ (1977/1978 zusammen mit Ronald M. Hahn und Werner Fuchs), Redakteur für Buchbesprechungen des Spielemagazins „Wunderwelten“ (seit 1989), Redakteur und Mitherausgeber des SF-Magazins „Parsek“ (1990, zusammen mit Gerd Maximovic), Herausgeber und Übersetzer (aus dem Englischen) verschiedener Anthologien und Literaturagent.
Unter Pseudonym schrieb er zahlreiche Erzählungen, Hörspiele, Sachbücher und Kurzgeschichten. So verfasste er zusammen mit Ronald M. Hahn als gemeinsames Pseudonym Daniel Herbst mehr als ein Dutzend Kriminalromane für Jugendliche. 1983 gründete er gemeinsam mit Werner Fuchs und Ulrich Kiesow den Verlag Fantasy Productions (FanPro) und bearbeitete mit diesen auch die Erstausgabe des Rollenspiels Das Schwarze Auge für Schmidt Spiele sowie die deutsche Übersetzung des amerikanischen Systems Dungeons & Dragons für Tactical Studies Rules (TSR). Für seine schriftstellerische und verlegerische Arbeit erhielt er mehrmals den Kurd-Laßwitz-Preis.
2005 wurde er zusammen mit Werner Fuchs, Ronald M. Hahn, Jörg Martin Munsonius und Hermann Urbanek für die Herausgabe des Lexikon der Fantasy-Literatur vom Ersten Deutschen Fantasy Club (edfc) mit dem Deutschen Fantasy Preis geehrt, welcher von der Stadt Passau alle vier Jahre dotiert und im Rahmen des „Kongresses der Phantasie“ vergeben wird.
Hans Joachim Alpers lebte in Hamburg und Nordfriesland. Sein nordfriesisches Bauernhaus in Küstennähe beherbergte seine große Sammlung an deutscher Vorkriegs-Science-Fiction. Er starb im Februar 2011 an Leberkrebs.
Posthum wurde Alpers 2012 mit dem Kurd-Laßwitz-Sonderpreis für langjährige herausragende Leistungen im Bereich der deutschsprachigen SF für sein Lebenswerk ausgezeichnet.

## Bibliografie

### Shadowrun
Liste der Shadowrun-Romane
- Deutschland in den Schatten, 2003, ISBN 3-453-86359-3 (Sammelband)

1. Das zerrissene Land, 1994, ISBN 3-453-07756-3.
2. Die Augen des Riggers, 1994, ISBN 3-453-07757-1.
3. Die graue Eminenz, 1995, ISBN 3-453-07971-X.

### Das Schwarze Auge (DSA)

#### Die Piraten des Südmeeres
- Die Piraten des Südmeeres, 2001, ISBN 3-453-20692-4 (Sammelband)

1. Hinter der eisernen Maske, 1996, ISBN 3-453-10958-9.
2. Flucht aus Ghurenia, 1997, ISBN 3-453-10975-9.
3. Das letzte Duell, 1997, ISBN 3-453-11945-2.

#### Rhiana die Amazone
1. Der Flammenbund, 2003, ISBN 3-453-87537-0.
2. Verschwörung in Havena, 2004, ISBN 3-492-29104-X.
3. Gefangene der Zyklopeninseln, 2006, ISBN 3-492-29106-6.
4. Kampf um Talania, 2006, ISBN 3-492-29107-4.

### Jugendromane

#### Weltraumvagabunden
(mit Ronald M. Hahn)
- Raumschiff außer Kontrolle, 1985, ISBN 3-7709-0593-8 (Sammelband)

- Das Raumschiff der Kinder, 1977, ISBN 3-7709-0387-0
- Planet der Raufbolde, 1977, ISBN 3-7709-0388-9
- Wrack aus der Unendlichkeit, 1977, ISBN 3-7709-0402-8

- Weltraumvagabunden, 1986, ISBN 3-7709-0621-7 (Sammelband)

- Bei den Nomaden des Weltraums, 1977, ISBN 3-7709-0403-6
- Die rätselhafte Schwimminsel, 1978, ISBN 3-7709-0408-7
- Ring der dreißig Welten, 1979, ISBN 3-7709-0437-0

#### Ökobande
- Die Schokoladenverschwörung, 1992, ISBN 3-440-06297-X
- Aktion 'Dicker Hund’, 1992, ISBN 3-440-06296-1
- Tatort Nordsee, 1992, ISBN 3-440-06369-0
- Die Müll-Mafia, 1993, ISBN 3-440-06633-9
- Der Berg rutscht, 1993, ISBN 3-440-06632-0
- Das Geheimnis der leeren Bücher, 1993, ISBN 3-440-06374-7
- Mord am Wald, 1993, ISBN 3-440-06373-9
- Gefährliche Transporte, 1994, ISBN 3-440-06749-1
- SOS für einen Wal, 1995, ISBN 3-440-06807-2
- Auf heißer Spur, 1996, ISBN 3-440-07062-X
- Gift auf Bestellung, 1996, ISBN 3-440-07159-6
- Die Piratenhöhle, 1997, ISBN 3-440-07476-5
- Geheimsache Bohrinsel, 1997, ISBN 3-440-07317-3
- Der importierte Wahnsinn, 1998, ISBN 3-440-07524-9

### Kinderbücher
siehe Daniel Herbst

### Als Herausgeber

#### Science Fiction Almanach
- Science Fiction Almanach 1981, 1980, ISBN 3-8118-3506-8.
- Science Fiction Almanach 1982, 1981, ISBN 3-8118-3555-6.
- Science Fiction Almanach 1983, 1982, ISBN 3-8118-3603-X.
- Science Fiction Almanach 1984, 1983, ISBN 3-8118-3628-5.
- Science Fiction Almanach 1985, 1984, ISBN 3-8118-3656-0.
- Science Fiction Almanach 1986, 1985, ISBN 3-8118-3690-0.
- Science Fiction Almanach 1987, 1986, ISBN 3-8118-3724-9.

#### Kopernikus
- Kopernikus 1, 1980, ISBN 3-8118-3501-7.
- Kopernikus 2, 1981, ISBN 3-8118-3514-9.
- Kopernikus 3, 1981, ISBN 3-8118-3523-8.
- Kopernikus 4, 1981, ISBN 3-8118-3539-4.
- Kopernikus 5, 1982, ISBN 3-8118-3563-7.
- Kopernikus 6, 1982, ISBN 3-8118-3575-0.
- Kopernikus 7, 1982, ISBN 3-8118-3587-4.
- Kopernikus 8, 1982, ISBN 3-8118-3599-8.
- Kopernikus 9, 1983, ISBN 3-8118-3618-8.
- Kopernikus 10, 1984, ISBN 3-8118-3632-3.
- Kopernikus 11, 1984, ISBN 3-8118-3637-4.
- Kopernikus 12, 1985, ISBN 3-8118-3660-9.
- Kopernikus 13, 1985, ISBN 3-8118-3684-6.
- Kopernikus 14, 1986, ISBN 3-8118-3694-3.
- Kopernikus 15, 1986, ISBN 3-8118-3790-7.

#### Analog
- Analog 1, 1981, ISBN 3-8118-3547-5.
- Analog 2, 1982, ISBN 3-8118-3559-9.
- Analog 3, 1982, ISBN 3-8118-3571-8.
- Analog 4, 1982, ISBN 3-8118-3583-1.
- Analog 5, 1982, ISBN 3-8118-3595-5.
- Analog 6, 1982, ISBN 3-8118-3607-2.
- Analog 7, 1983, ISBN 3-8118-3626-9.
- Analog 8, 1984, ISBN 3-8118-3639-0.

#### Science Fiction Jahrbuch
- Science Fiction Jahrbuch 1983, 1982, ISBN 3-8118-3600-5.
- Science Fiction Jahrbuch 1984, 1983, ISBN 3-8118-3624-2 (mit Walter A. Fuchs und Hansjürgen Kaiser)
- Science Fiction Jahrbuch 1985, 1984, ISBN 3-8118-3654-4.
- Science Fiction Jahrbuch 1986, 1985, ISBN 3-8118-3687-0.
- Science Fiction Jahrbuch 1987, 1986, ISBN 3-8118-3703-6.

#### Highlights
- Highlights 2, 1986, ISBN 3-8118-3708-7.
- Highlights 4, 1986, ISBN 3-8118-3710-9.
- Highlights 5, 1986, ISBN 3-8118-3711-7.
- Highlights 6, 1986, ISBN 3-8118-3712-5.
- Highlights 8, 1986, ISBN 3-8118-3714-1.
- Highlights 9, 1986, ISBN 3-8118-3715-X.
- Highlights 10, 1986, ISBN 3-8118-3716-8.

#### Science-Fiction-Anthologie
(mit Werner Fuchs)
Neuauflage der ersten beiden Bände als Taschenbuchreihe als Bibliothek der besten SF-Stories
- Die fünfziger Jahre 1, 1981, ISBN 3-404-24061-8.
- Die fünfziger Jahre 2, 1982, ISBN 3-404-24074-X.
- Die vierziger Jahre 1, 1982, ISBN 3-8147-0027-9.
- Die vierziger Jahre 2, 1983, ISBN 3-8147-0033-3.
- Die sechziger Jahre 1, 1984, ISBN 3-8147-0034-1.
- Die sechziger Jahre 2, 1984, ISBN 3-8147-0037-6.

#### Ohne Serie
- Science Fiction aus Deutschland, 1974, ISBN 3-436-01987-9 (mit Ronald M. Hahn)
- Countdown, 1979, ISBN 3-426-05711-5.
- Bestien für Norn, 1980, ISBN 3-426-05722-0.
- Das Kristallschiff, 1980, ISBN 3-426-05726-3.
- Planet ohne Hoffnung, 1981, ISBN 3-426-05735-2.
- Der große Ölkrieg, 1981, ISBN 3-8118-3531-9.
- Metropolis brennt!, 1982, ISBN 3-8118-3591-2.
- Neue SF-Geschichten, 1982, ISBN 3-85001-097-X (mit Werner Fuchs)
- Marion Zimmer Bradleys Darkover, 1983, ISBN 3-89048-203-1.
- Lesebuch der deutschen Science Fiction, 1984, ISBN 3-89048-204-X (mit Thomas M. Loock)
- 13 Science Fiction Stories, 1985, ISBN 3-15-008079-7.
- Gefährten der Nacht, 1985, ISBN 3-8118-1821-X.
- 13 phantastische Rock-Stories, 1988, ISBN 3-89064-507-0 (mit Werner Fuchs)
- Die Sterne sind weiblich, 1989, ISBN 3-8118-3874-1.
- Parsek 2, 1990 (mit Gerd Maximovic)

#### Sachbücher
- Dokumentation der Science Fiction ab 1926 in Wort und Bild (mit Werner Fuchs und Ronald M. Hahn). Tandem-Verlag, Celle 1978
- Lexikon der Science Fiction-Literatur (mit Werner Fuchs, Ronald M. Hahn und Wolfgang Jeschke). 2 Bände. Heyne, München 1980, ISBN 3-453-01063-9, ISBN 3-453-010647
  - Erweiterte und aktualisierte Neuausgabe in einem Band: Heyne, München 1987/1988, ISBN 3-453-02453-2
- als Hrsg.:  Reclams Science Fiction Führer (mit Werner Fuchs und Ronald M. Hahn). Reclam, Stuttgart 1982, ISBN 978-3-15-010312-8
- H. P. Lovecraft – der Poet des Grauens. Corian (Edition Futurum, Bd. 1), Meitingen 1983, ISBN 978-3-89048-201-9
- Isaac Asimov – der Tausendjahresplaner (mit Harald Pusch). Corian (Edition Futurum, Bd. 2) Meitingen 1984, ISBN 978-3-89048-202-6
- Lexikon der Horrorliteratur (mit Uwe Anton, Werner Fuchs und R. M. Hahn). Fantasy Productions, Erkrath 1999, ISBN 978-3-89064-556-8
- Lexikon der Fantasy-Literatur (mit Werner Fuchs, R. M. Hahn, Jörg Martin Munsonius und Hermann Urbanek). Fantasy Productions, Erkrath, 2005, ISBN 978-3-89064-566-7